# Curuma (Mali)
Curuma (em francês: Kourouma ou Courouma) é uma comuna rural do sul do Mali da circunscrição de Sicasso e região de Sicasso. Segundo censo de 1998, havia 10 142 residentes, enquanto segundo o de 2009, havia 11 234. Inclui uma cidade e nove vilas.